# 孔憲鏗
孔 憲鏗（こう けんこう、1899年〈光緒25年〉 – 没年不明）は、中華民国の官僚・経済学者。字は琴石。親日政権である中華民国維新政府や南京国民政府（汪兆銘政権）で要職をつとめた。また、華中の国民教化組織である大民会において指導的幹部と目されている。

## 事績

### 初期の動向
パリ大学法科を卒業し、ベルギーのブリュッセル自由大学で経済学博士号を取得した。帰国後は国立広東大学（後の中山大学）法科学院院長を経て国民政府財政部財政統計処長となる。その後、1928年（民国17年）11月6日に考試院秘書、翌1929年（民国18年）11月から銓叙部秘書と江蘇省鎮江県長を兼任している。そのほかにも内政部参事・司長、江蘇省無錫県長、国立中央大学教授、『中央日報』主筆などをつとめた。

### 親日政権での活動
梁鴻志が創設した中華民国維新政府に、孔憲鏗も参与している。当初は教育部参事として起用され、1939年（民国28年）2月25日、行政院宣伝局局長に任命された。同年9月17日、大民会の総本部長に選出され、同会の指導的幹部と目されている。
1940年（民国30年）3月30日、維新政府が南京国民政府（汪兆銘政権）に合流すると、孔憲鏗は宣伝部（部長：林柏生）常務次長として抜擢された。このほか、中央政治会議財政専門委員会委員、中央電訊社理事、全国経済委員会委員などを兼任している。
翌1941年（民国30年）1月15日から17日にかけて開催された中国国民党6期5中全会（汪派）において、孔憲鏗は同党中央執行委員に選出された。この際に大民会は共和党、興亜建国運動と共に解散され、中華民国新民会に事実上合流している。その翌月には東亜聯盟中国総会社会福利委員会副主任委員にも任命された。

### 安徽省への転任
1944年（民国33年）3月24日、孔憲鏗は安徽省へと転任し、清郷事務局局長に任命された。更に同年8月4日には同省第4区行政督察専員へと移され、翌1945年（民国34年）1月2日に罷免された。安徽省への転任については、それまでの孔のキャリアを考慮すれば不可解な人事であり、降格・左遷の性質を帯びていた可能性すらある。
1945年1月以降における孔憲鏗の動向は不詳となっている。なお、孔が漢奸として摘発されたとの情報は無い。

## 著書
（著書）
- 『五院政府研究集』（華通書局、1930年）

（翻訳）
- 『罷工権研究』（琴廬、1928年）※原著はフランス語